# めざせ!漢字王
めざせ!漢字王（めざせかんじおう）は、2000年1月20日に発売された漢字学習ゲーム。

## 概要
財団法人日本漢字能力検定協会の全面監修で2級、準2級、3級～7級レベルの問題の学習が可能。

## モード
成績表
各項目別の既出問題集の成績が見ることができる。

## バトルゲーム
- 四字熟語作成
- 人名漢字当て
- 対義語・類義語